# Apeadero de Lapa do Lobo
El Apeadero de Lapa do Lobo es una plataforma ferroviaria de la Línea de la Beira Alta, que sirve a la localidad de Lapa do Lobo, en el Distrito de Viseu, en Portugal.

## Historia
Esta plataforma se encuentra en el tramo entre las Estaciones de Pampilhosa y Vilar Formoso de la Línea de la Beira Alta, que fue inaugurado por la Compañía de los Caminhos de Ferro Portugueses de la Beira Alta  el 1 de julio de 1883.